# Tomáš Dočekal
Tomáš Dočekal (ur. 24 maja 1989) – czeski piłkarz występujący na pozycji napastnika w czeskim klubie Viktoria Žižkov.

## Kariera
Dočekal rozpoczynał swoją karierę w zespole FK Lučany nad Nisou, z którego przeszedł do Viktorii Žižkov. W 2010 roku został wypożyczony do słowackiego Zemplínu Michalovce, zaś po powrocie do Žižkova włączono go do kadry pierwszej drużyny. Na początku 2012 roku został zawodnikiem Piasta Gliwice. W styczniu 2014 roku wypożyczono go na pół roku do GKS-u Tychy. Piast Gliwice we wrześniu 2014 roku wypożyczył go do końca roku czeskiej drużynie 1. FC Slovácko.

## Statystyki kariery
(aktualne na dzień 25 stycznia 2014)
| Klub               | Sezon              | Liga               | Liga  | Liga   | Puchar kraju | Puchar kraju | Europa | Europa | Suma  | Suma   |
| Klub               | Sezon              | Liga               | Mecze | Bramki | Mecze        | Bramki       | Mecze  | Bramki | Mecze | Bramki |
| ------------------ | ------------------ | ------------------ | ----- | ------ | ------------ | ------------ | ------ | ------ | ----- | ------ |
| Viktoria Žižkov    | 2009/10            | II liga            | 0     | 0      | 0            | 0            | –      | –      | 0     | 0      |
| Viktoria Žižkov    | 2010/11            | II liga            | 6     | 2      | 0            | 0            | –      | –      | 6     | 2      |
| Viktoria Žižkov    | 2011/12            | I liga             | 0     | 0      | 0            | 0            | –      | –      | 0     | 0      |
| Piast Gliwice      | 2011/12            | I liga             | 10    | 0      | 0            | 0            | –      | –      | 10    | 0      |
| Piast Gliwice      | 2012/13            | Ekstraklasa        | 16    | 4      | 0            | 0            | –      | –      | 16    | 4      |
| Piast Gliwice      | 2013/14            | Ekstraklasa        | 3     | 0      | 1            | 0            | 1      | 0      | 5     | 0      |
| GKS Tychy (wyp.)   | 2013/14            | I liga             | 0     | 0      | 0            | 0            | –      | –      | 0     | 0      |
| Ogólnie w karierze | Ogólnie w karierze | Ogólnie w karierze | 35    | 6      | 1            | 0            | 1      | 0      | 37    | 6      |